# Aéroport de Nkongsamba
L’aéroport de Nkongsamba (code IATA : NKS) est situé dans la région du Littoral au Cameroun.
Il a aujourd'hui disparu.